# 막빈
막빈(베트남어: Mạc Bình / 莫萍 막평, ? ~ ?), 또는 막딘꾸이(베트남어: Mạc Đĩnh Quý / 莫挺貴 막정귀)는 대월 막 왕조의 제1대 황제인 막당중의 조부이다.
1527년, 막당중이 막 왕조를 세운 뒤 막빈의 묘호를 홍조(弘祖), 시호를 순헌수휴독공황제(淳憲綏休篤恭皇帝)로 하였다.

## 가족
- 고조부: 막딘찌
- 증조부: 막자오
- 조부: 막투이
- 부친: 막까오
- 아들: 막힉